# Cecil M. Harden

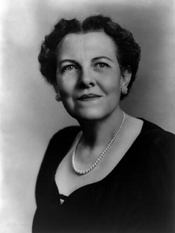
Cecil M. Harden

Cecil Murray Harden (* 21. November 1894 in Covington, Fountain County, Indiana; † 5. Dezember 1984 in Lafayette, Indiana) war eine US-amerikanische Politikerin. Zwischen 1949 und 1959 vertrat sie den Bundesstaat Indiana im US-Repräsentantenhaus.

## Werdegang
Cecil Harden war die Tochter von Timothy James Murray (1862–1935) und seiner Frau Sarah Jane Clotfelter Murray (1864–1943).
Sie schloss 1912 die öffentliche Schule von Covington ab und nahm ein Studium an der Indiana University in Bloomington auf. Anschließend arbeitete sie als Lehrerin. Politisch stand sie der Republikanischen Partei nahe, deren Mitglied sie wurde. Zwischen 1944 und 1959 sowie nochmals von 1964 bis 1972 gehörte sie dem Republican National Committee an. In den Jahren 1948, 1952, 1956 und 1968 war sie Delegierte zu den jeweiligen Republican National Conventions.
Bei den Kongresswahlen des Jahres 1948 wurde Harden im sechsten Wahlbezirk von Indiana in das US-Repräsentantenhaus in Washington, D.C. gewählt, wo sie am 3. Januar 1949 die Nachfolge von Noble J. Johnson antrat. Nach vier Wiederwahlen konnte sie bis zum 3. Januar 1959 fünf Legislaturperioden im Kongress absolvieren. Diese waren von den Ereignissen des Kalten Krieges, des Koreakrieges und der Bürgerrechtsbewegung geprägt. Im Jahr 1958 wurde Cecil Harden nicht wiedergewählt.
Zwischen 1959 und 1961 arbeitete sie als Frauenbeauftragte für das Bundespostministerium. In den Jahren 1972 und 1973 gehörte sie einem Beraterkomitee des Weißen Hauses an, das sich mit Fragen des Alterns befasste. 
Cecil Harden starb am 5. Dezember 1984 in Lafayette im Alter von 90 Jahren; ihr Grab befindet sich im Mount Hope Cemetery in Covington. Sie war mit Frost Revere Harden (1889–1965) verheiratet. Sie hatten einen Sohn, Murray Eugene Harden (1915–1989).
Der Cecil M. Harden See in Rockville ist nach ihr benannt.